# Robert Giffard
Robert Giffard (Mortagne-au-Perche, 1587 – Québec, 14 aprile 1668) è stato un chirurgo francese.

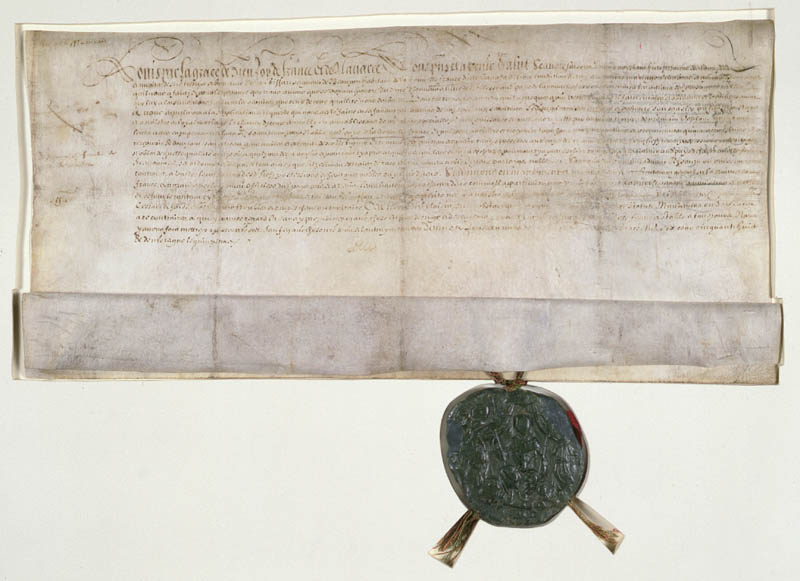
La lettera del re di Francia che garantisce la nobiltà a Giffard e i suoi discendenti

Come chirurgo della marina francese, Giffard arrivò per la prima volta a Québec nel 1627 e poco dopo costruì una capanna a La Canardière, nella regione di Beauport, probabilmente per cacciare e pescare, con l'intenzione di stabilirsi nella colonia. Dopo aver contratto matrimonio con Marie Regnouard nel 1628, tornò in Nordamerica con la nave Roquemont, portandosi dietro un considerevole equipaggiamento, ma venne depredato dagli inglesi nelle vicinanze di Tadoussac. Nonostante ciò la Compagnia della Nuova Francia gli riconobbe i suoi sforzi per la colonizzazione del Nuovo Mondo.
Dopo essere passato nuovamente in Francia, ritorna nuovamente nel continente nordamericano nel 1634 assieme alla moglie e a due figli. La Compagnia della Nuova Francia, in forte difficoltà, gli concesse una delle prime signorie della Nuova Francia.
Giffard si lanciò allora nell'impresa coloniale e nel 1634 concluse uno stretto accordo con Jean Guyon Du Buisson e Zacharie Cloutier per portarli in Canada assieme a uno dei loro figli per iniziare le operazioni di insediamento. Questo fu l'inizio dell'immigrazione in Nuova Francia della popolazione originaria dalla regione del Perche che fu continuata da Noël Langlois, Jean Juchereau De Maur, Gaspard e Marin Boucher e altri ancora. Proprio nella casa di Giffard ebbe luogo il più antico matrimonio in Nuova Francia, quello tra Robert Drouin e Anne Cloutier, celebrato nel 1636.
Giffard rese molti servizi alla colonia. Nel 1637, nelle vicinanze di Trois-Rivières, rischiò la vita per scacciare gli irochesi. Nel 1645 divenne membro della Comunità degli Abitanti, e a seguito degli abusi dei dirigenti della Compagnia, Giffard, insieme a Paul Chomedey de Maisonneuve, intraprese un viaggio in Francia nell'inverno 1646-47. In ricompensa dei suoi servizi, tra il 1647 e il 1653 Giffard ottenne altre due signorie, ma non ne prese possesso perché preferì donarlo ai gesuiti o darlo in dote alla figlia Marie-Françoise che fu religiosa a Québec. Con l'appoggio del governatore d'Argenson, Giffard nel 1658 ottenne lo status di nobile.
Giffard morì nel 1668 lasciando sei figli. Oltre a Marie-Françoise, Giffard ebbe altre tre figlie; Marie; Louise e Marie-Thérèse, che si sposarono rispettivamente con Jean Juchereau De La Ferté, Charles de Lauson e Nicolas Juchereau De Saint-Denis, coloni della Nuova Francia e due figli, uno Joseph che non ebbe discendenza e un altro, che tornò ben presto in Francia.